# Негрениј-Осебици (Телеорман)
Негрениј-Осебици (рум. Negrenii-Osebiți) насеље је у Румунији у округу Телеорман у општини Татараштиј де Жос. Oпштина се налази на надморској висини од 147 m.

## Становништво
Према подацима из 2002. године у насељу је живело 208 становника, од којих су сви румунске националности.